# Dansrapsodie nr. 2
Dansrapsodie nr. 2 is een compositie van Frederick Delius. Het manuscript is gesigneerd met “lente 1916”. De dansrapsodie is een atypische Deliuscompositie, want andere muziek van hem hebben nauwelijks dansbare elementen in zich. Men gaat er dan ook van uit dat Delius deze rapsodie in mazurkavorm schreef in een goede bui. Henry Wood gaf de eerste uitvoering met zijn Queen’s Hall Orchestra op 20 oktober 1923 gedurende de 'Last night of the Proms' van dat seizoen.
Het thema wordt neergezet in de eerste acht maten en daarna verder uitgewerkt. De muziek krijgt steeds meer vaart, maar maakt dan ineens een scherpe draai naar stemmigheid. Het werk is voor Delius' doen relatief ritmisch van opzet. Norman O’Neill was een Brit die de schoonheid van Delius’ muziek onderkende in ene periode dat Delius uit de mode was en Delius bedankt hem daarvoor door dit werk aan hem op te dragen.
Delius schreef het werk voor:
- 2 dwarsfluiten (II ook piccolo), 2 hobo’s, 1 althobo,  2 klarinetten, 2 fagotten
- 4 hoorns, 2 trompetten, 3 trombones, 1 tuba
- pauken,  man/vrouw percussie waaronder glockenspiel, 1 harp celesta
- violen (10 eerste, 10 tweede), 8 altviolen, 8 celli, 6contrabassen

## Discografie
- Uitgave EMI Group: Thomas Beecham met het Royal Philharmonic Orchestra
- Uitgave Unicorn Kanchana: Eric Fenby met het Royal Philharmonic Orchestra
- Uitgave Chandos: Richard Hickox met het Bournemouth Symphony Orchestra
- uitgave Bis Records; een versie voor vierhandig piano in een arrangement van Peter Warlock, vriend van de componist: Noriko Akawa, Kathryn Stott